# Садиков, Дамир Маратович
Дами́р Мара́тович Сади́ков (12 июля 1991, Москва) — российский футболист, нападающий.

## Карьера
Дамир — воспитанник московского «Спартака», в начале 2009 года подписал контракт с «Амкаром». В том сезоне Садиков сыграл 18 матчей и забил 2 гола за молодёжную команду. Следующей зимой Рашид Рахимов начал привлекать 18-летнего футболиста к сборам главной команды, в которых футболист неплохо себя проявлял. А в 3-м туре чемпионата страны, сыграв все 90 минут в матче против «Алании», Садиков дебютировал в Премьер-лиге, в той встрече за фол против него получил красную карточку игрок «Алании» Сани Кейта.
В августе 2010 года был отдан в аренду в «Тюмень» для получения игровой практики.
В апреле 2011 год перешёл в Металлург, заключив контракт на 2,5 года.
Во время зимнего трансферного окна в сезоне-2014/2015 Садиков пополнил состав футбольного клуба «Коломна», выступающего в зоне «Запад» второго дивизиона. За подмосковную команду сыграл 10 матчей, отличившись двумя голами в ворота костромского «Спартака» и «Долгопрудного».